# Mittelbergische Hochflächen
Die Mittelbergischen Hochflächen sind eine naturräumliche Haupteinheit mit der Nummer 338.0 und gehören zu der naturräumlichen Über-Haupteinheit 338 (Bergische Hochflächen). Sie umfassen laut dem Handbuch der naturräumlichen Gliederung Deutschlands das gesamte Solinger Stadtgebiet, das Remscheider Stadtgebiet mit Ausnahme des östlichen Teils, den Süden von Wuppertal, den Süden von Haan, den überwiegenden Teil der Stadtgebiete von Leichlingen und Burscheid, den Nordosten von Leverkusen und den Nordrand von Wermelskirchen und Odenthal.
Es handelt sich um eine stark zertalte Hochfläche mit höheren Rheinterrassen südlich der Wuppertaler Senke (3371.3). Im Westen befinden sich Terrassenriedel, die mit Lössböden bedeckt sind. Nach Osten hin steigen von den Tälern der Wupper und ihren Zuflüssen stark strukturierte Rumpfflächen an, die in Rücken, Kuppen und Flächenresten aufgelöst sind. Kerbtäler, lokal Siepen genannt, sind im Westen deutlich steilwandiger als im Ostteil.
Die Hochflächen liegen auf der Luvseite der bergischen Wetteraufgleitfläche und besitzen  Jahresniederschlagsmengen von 800 mm im Westen bis 1280 mm im Osten. Das zweigipfelige Niederschlagsmaximum liegt im Westen im Juli und im Dezember, während im Osten ein deutliches Maximum im Winter vorliegt.

## Gliederung
- 338.0 Mittelbergische Hochflächen

- 338.00 Burscheider Lößterrassen
- 338.01 Ohligser Terrassenriedel
- 338.02 Solinger Höhenrücken
- 338.03 Westliches Wupperengtal
- 338.04 Unteres Wuppertal
- 338.05 Lichtscheider Höhenrücken

- 338.050 Lichtscheider Höhenrücken i.e.S.
- 338.051 Burgholzberge

- 338.06 Remscheider Bergland

- 338.060 Remscheider Bergland i.e.S.
- 338.061 Remscheider Schwelle